# Локвенц, Йозеф
Йозеф Локвенц (нем. Josef Lokvenc; 1 мая 1899, Вена — 2 апреля 1974, Санкт-Пёльтен) — австрийский шахматист, международный мастер (1951).
Чемпион Австрии (1951 и 1953). В составе национальной сборной участник 10-и Олимпиад (1927—1931, 1952—1962).